# Julian Schnabel
Julian Schnabel (Nova Iorque, 26 de Outubro de 1951) é um pintor e realizador norte-americano.
Considerado um dos mais originais da sua geração, integra-se no movimento do neo-expressionismo, e está representado em alguns dos principais museus do mundo.
É também realizador de cinema, tendo dirigido os seguintes filmes: "Basquiat" (1996), "Before Night Falls" (2000), "The Diving Bell and the Butterfly" (2007), em francês, "Miral" (2010) e "At Eternity's Gate" (2018).

## Filmografia
- Lou Reed's Berlin (documentário) 2007
- O Escafandro e a Borboleta 2007
- Before Night Falls 2000
- Basquiat 1996
- Miral 2010
- At Eternity's Gate 2018